# Rivelazione progressiva bahai
La Rivelazione progressiva, uno dei punti focali della Fede bahá'í è il concetto 'teologico' secondo cui la volontà di Dio e i suoi dettami sono espressi, attraverso i Messaggeri Divini, progressivamente e ciclicamente in forme adeguate e compatibili con potenziali e nuove capacità, cioè in base all'accresciuta ricettività e ulteriore espansione dei talenti umani o spirituali al tempo in cui vengono palesati.
Le Rivelazioni successive nulla tolgono alle precedenti, sono solo più consone ai nuovi bisogni umani di quando avvengono, e i Messaggeri o Manifestazioni di Dio che le manifestano si aggiungono ai precedenti Profeti, senza sminuirli o delegittimarli, sotto ogni profilo, promuovendo e completando la Loro opera con gli insegnamenti di cui sono latori.
La Religione bahá’í apprezza e onora l'origine divina delle molte precedenti rivelazioni che si sono succedute lungo la filogenesi dell'umanità tramite diverse migliaia di Messaggeri, dei Quali la storia degli ultimi seimila anni ricorda nomi come: Adamo, Abramo, Mosè, Gesù, Maometto, il Báb,  ma si basa particolarmente sull'ultima rivelazione, portata da Bahá'u'lláh, che confida essere la più recente e adeguata alle sopraggiunte necessità umane di unità e armonia, ovvero che Bahá'u'lláh è la più attuale Manifestazione di Dio anche se non sarà l'ultima.
Questo insegnamento è un'interazione di insegnamenti più semplici e di loro positive implicazioni alle variabili e viventi necessità umane. Il concetto di base è strettamente correlato al credo bahá’í sull'unità essenziale di Dio e la natura dei profeti, chiamati Manifestazioni di Dio. Si collega alla visione bahá’í del salvifico e progressivo scopo della religione, delle sue leggi e delle sue indicazioni nelle dinamiche della civiltà sia materiale che spirituale. Perciò la rivelazione, come ausilio alle popolazioni tutte, è vista come progressiva e continua e quindi non cessa mai.

## Successione delle Manifestazioni
Il principio della successione ciclica dei Messaggeri di Dio è uno dei punti focali del Patto bahai secondo cui Essi si succedono l'uno all'altro, in rapporto allo sviluppo raggiunto dal genere umano al quale insegnano.
Il concetto di Rivelazione progressiva conferma per i Bahá’í il principio dell'unicità, inconoscibilità essenziale e immutabilità di Dio, che educa l'uomo attraverso dei Suoi Messaggeri, via via che l'uomo fa emergere e sviluppa dei requisiti sempre più consoni al miglioramento delle sue caratteristiche potenziali.
Dio è uno e senza tempo ma le sue Manifestazioni, che si succedono, ne esprimono la Verità all'umanità secondo le necessità del genere umano, senza che con ciò vengano negate o sminuite le rivelazioni precedenti, espressioni anch'esse di un'unica verità palesata in forme diverse.
La religione di Dio è la Sola Religione come hanno insegnato tutti i Profeti; ma essa cresce e vive, non è immutabile e senza vita. Negli insegnamenti di Mosè scorgiamo il Bocciolo, in quelli di Cristo il Fiore, in quelli di Bahá’u’lláh il frutto.  … La forma esteriore cambia di epoca in epoca, ma ciascuna rivelazione è il compimento della precedente; esse non sono separate o incoerenti, ma rappresentano differenti stadi storici della vita dell’unica Religione, che è stata successivamente rivelata come seme, come gemma, come fiore, e che ora entra nello stadio della fruttificazione.
La Rivelazione Divina è pertanto progressiva, continua e non cessa mai.

## Rivelazioni
Secondo i bahá’í, Dio parla periodicamente e continuamente con gli uomini attraverso le sue Manifestazioni in un processo che non cessa mai.
Ogni successiva rivelazione fatta dalle Manifestazioni è più ampia e più adeguata delle precedenti, che completa.
La verità religiosa rivelata è quindi relativa all'epoca e al luogo in cui la Manifestazione di Dio è apparsa e allo stadio di evoluzione raggiunto dall'uomo in quel tempo.
Bahá'u'lláh ha scritto nel Libro Della Certezza che Dio invia un suo Messaggero circa in ogni millennio e la stessa cosa avverrà dopo di lui.
"La perfezione divina è infinita, perciò il progresso dell'anima è illimitato. Fin da quando un essere umano viene al mondo, l'anima progredisce, l'intelletto cresce e la conoscenza aumenta. Quando il corpo muore l'anima sopravvive. Tutti i diversi gradi degli esseri appartenenti alla creazione fisica sono limitati, ma l'anima non ha limiti"

## Cicli universali inclusivi di gestazione, fertilità ... 'morte e rinascita'
O Genti! Giuro per l'unico vero Dio! Questo è l'Oceano dal quale sono derivati tutti i mari e nel quale, infine, ciascuno di essi confluirà. Da Lui sono stati generati tutti i Soli e a Lui tutti ritorneranno. Per Suo potere gli Alberi della Rivelazione divina hanno dato i loro frutti, ciascuno dei quali è stato inviato in forma di Profeta, recando un messaggio alle creature di Dio in ciascuno dei mondi, il numero dei quali soltanto Dio, nella Sua sapienza universale, può contare. Tutto questo Egli ha fatto con una sola Lettera del Suo Verbo, rivelata dalla Sua Penna - Penna guidata dal Suo Dito, Dito sorretto dal potere della Verità divina.
Tutte le cose materiali progrediscono fino a un certo punto, poi incominciano a declinare. Questa è la legge che governa l'intera creazione fisica.
Oltre al principio dinamico della Rivelazione, per una formazione umana completa e progressiva, tramite Messaggeri, Profeti o Manifestazioni, esiste nella letteratura bahá'í il principio d'armonia tra scienza e religione e della ciclicità universale ossia un genere di ciclicità che travalica una stellare filogenesi paragonabile all'ontogenesi, cioè: approntamento planetario e materiale, gestazione e vita, nascita delle specie (umana inclusa), infanzia, adolescenza, adultità, età matura, vecchiaia, regno dei cieli; epoche affini a pietre miliari che completano un ciclo filogenetico materiale e 'umano universale'. Dopodiché, quando terminerà la fase vitale del nostro pianeta e del nostro sistema solare avranno luogo altri eventi e grandi accadimenti stellari che cancelleranno completamente ogni traccia e ogni testimonianza del passato. Allora riparte un nuovo 'ciclo universale', perché l'universo totale non ha alcun limite e non ha principio né fine.
Dopo la preistoria l'umana sequenza filogenetica, sul nostro pianeta, ha segnato due cicli: il Ciclo adamitico che ha chiuso il ciclo preistorico di svelamento precedente, e dato il via a nuove rivelazioni divine che vanno da Adamo a Maometto (Sigillo dei Profeti) e, a seguire, il Ciclo dell'Adempimento che inizia con il Báb e Bahá'u'lláh..
Il Ciclo dell'Adempimento durerà almeno 500.000 anni e avrà numerose Manifestazioni di Dio durante tutto il ciclo stesso.
Le Manifestazioni di Dio che hanno illuminato il Ciclo adamitico, secondo le scritture bahá'í oltre a portare all'uomo gli insegnamenti divini di cui furono latori, hanno anche profetizzato l'attuale Ciclo dell'Adempimento.
Alcuni aspetti della religione possono essere 'paragonati' alla scuola primaria, in cui i concetti sono spiegati in maniera tale da essere compresi da discepoli ancora nell'iniziale età di formazione e non ancora pronti a ricevere messaggi più complessi o elevati. A tal proposito è stato scritto: "Molte cose ho ancora da dirvi, ma per il momento non siete capaci di portarne il peso. Quando verrà lui, lo Spirito della verità, vi guiderà a tutta la verità, perché non parlerà da sé stesso, ma dirà tutto ciò che avrà udito e vi annuncerà cose future. Egli mi glorificherà ..." (Giov. 16, 12 -15)
Così le rivelazioni religiose sono avvenute e si susseguono gradualmente e progressivamente in maniera da poter essere comprese dalle genti di quella data epoca, senza con ciò negare il valore delle rivelazioni precedenti o l'avvento delle successive.
"Gerusalemme, Gerusalemme, che uccidi i profeti e lapidi quelli che ti sono inviati, quante volte ho voluto radunare i tuoi figli, come la gallina i suoi pulcini sotto le ali ... e voi non avete voluto! Ecco, la vostra casa sarà deserta. Vi assicuro che non mi vedrete più fino a quando verrà il giorno in cui direte: <Benedetto Colui Che viene nel nome del Signore!>".  - (Luca 13, 34-35)

## Tipi di Rivelazioni
Le Rivelazioni, secondo le scritture bahá'i, possono riguardare due aspetti della religione, uno essenziale, sostanziale e immutabile, quale per esempio l'unicità di Dio e il riconoscimento del susseguirsi dei Suoi Messaggeri come Cristo, Bahá'u'lláh ... nella Loro coerente e dinamica missione di ausilio allo sviluppo delle virtù umane. L'altro, che si potrebbe definire relativo, su attitudini di ordine materiale nella disciplina umana, come l'obbligo a comportamenti che possono variare con l'evolversi della società, dei suoi problemi e delle sue condizioni.
Per questa seconda tipologia basti pensare a dettami presenti in passato, nel consumo o meno di certi alimenti, dovuti spesso alle scarse conoscenze igieniche del tempo, che oggigiorno non sono più tanto problematiche; anche se ne sono sopravvenute altre alquanto nocive, come il problema dell'alcol e della droga, ambedue espressamente vietati in ambito bahá'í, salvo per usi farmacologici strettamente curativi e terapeutici.
Le Manifestazioni di Dio, susseguendosi ciclicamente, da un lato illustrano e avvalorano in maniera sempre più etica e consona agli uomini, sia la crescita intima nella civiltà che quella comportamentale ed esteriore; e dall'altro aggiornano o modificano dei dettami secondari non più adeguati al miglioramento personale o sociale.
Bahá'u'lláh, da tal punto di vista, è considerato dai Suoi fedeli il più aggiornato Maestro in relazione alle doti o virtù essenziali al raggiungimento di una conscia maturità umana. Un'umanità che abbisogna d'esser resa unita e armonica per superare molti guai contemporanei che l'assillano, pur mantenendo le imprescindibili e utili sue diversità, e che necessita ogni giorno più intensamente di una pace adatta al rasserenamento dei popoli tutti. Bahá'u'lláh, dai suoi fedeli, è considerato la Manifestazione di Dio più recente. Manifestazione che sola può aiutarci, tramite l'applicazione dei Suoi divini insegnamenti, a superare quest'egoistica, demagogica ed estremamente critica congiuntura mondiale; che non sarà però l'ultima circostanza che necessita dell'aiuto di Dio tramite le Sue Manifestazioni, in quanto la grazia divina sempre servirà allo sviluppo spirituale delle Sue creature; ciò qui, come in altri infiniti mondi di Dio, materiali o immateriali che siano.

## Kitáb-i-Íqán
Il Kitáb-i-Íqán o Libro della Certezza di Bahá'u'lláh contiene la sua basilare e più esaustiva descrizione della Rivelazione progressiva.
In esso Bahá'u'lláh descrive le relazioni tra i diversi Profeti o Manifestazioni di Dio e come ognuno di loro abbia avvalorato il suo predecessore, ma sia stato purtroppo sempre rifiutato dalla maggior parte dei seguaci del predecessore stesso.
Il Kitáb-i-Íqán contiene anche vari principi essenziali della religione bahá'í.